# Леденьова Олена Валеріївна
Олена Валеріївна Леденьова (Alena v. Ledeneva), професор політології і суспільствознавства в Університетському Коледжі Лондона (University College London (UCL)), Велика Британія.

## Життєпис
Вивчала економіку в Новосибірському державному університеті (1986) та соціально-політичної теорії в Університеті Кембриджа (NewnhamCollege, M.Phil.1992; Ph.D.1996). Була науковим співробітником New Hall College в Кембриджі в 1996-1999; старший науковий співробітник Davis Center Гарвардського Університету (2005); професор імені Саймона Манчестерського університету (2006), запрошений професор в Sciences Po, Париж (2010) і запрошений професор в Institute of Advanced Studies, Париж (2013-2014 рр).
Її дослідження стосуються Росії та глобальних питань, глобального управління і корупції; неформальної економіки; економічної злочинності; неформальних практик у сфері корпоративного управління; ролі мереж і патрон-клієнтських відносин. Експерт Валдайського дискусійного клубу, в даний час є представником UCL в багатомільйонному дослідницькому проекті Європейської Комісії ANTICORRP [Архівовано 10 червня 2016 у Wayback Machine.].
26 лютого 2022 року, разом з іншими працівниками Школи Східно-Європейських Студій Університетського Коледжа Лондона засудила російську агресію в Україні

## Мистецтво
Перша персональна виставка «Система змусила мене це зробити» відбулася у 2024 році . 

## Праці
- Russia’s Economy of Favours [Архівовано 12 травня 2018 у Wayback Machine.] (Cambridge University Press, 1998)
- How Russia Really Works [Архівовано 16 липня 2018 у Wayback Machine.] (Cornell University Press, 2006)
- Can Russia Modernise? Sistema, Power Networks and Informal Governance [Архівовано 12 травня 2018 у Wayback Machine.] (Cambridge University Press, 2013)
- The Global Encyclopaedia of Informality, Volume 1 (Open access [Архівовано 18 травня 2018 у Wayback Machine.]) (UCL Press, 2018)
- The Global Encyclopaedia of Informality, Volume 2 (Open access) (UCL Press, 2018)
- The Global Encyclopaedia of Informality, Volume 3 (Open access) (UCL Press, 2024)